# Franciszek Niepokólczycki

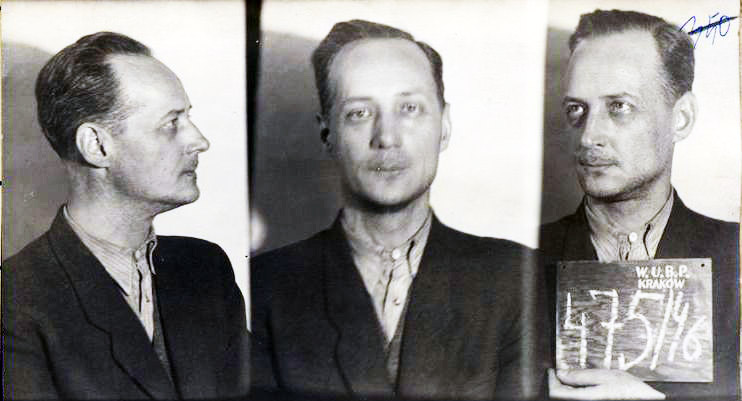
Franciszek Niepokólczycki po aresztowaniu przez MBP w 1946

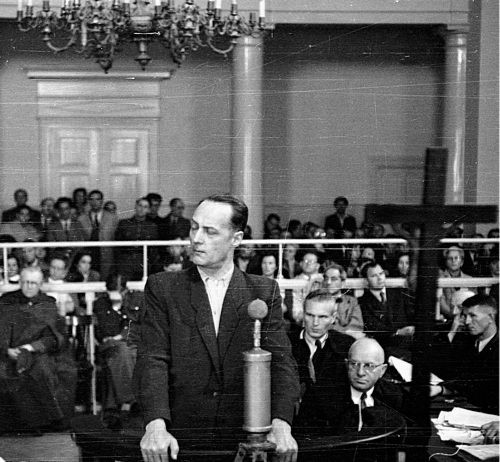
Pułkownik Franciszek Niepokólczycki podczas procesu pokazowego Komendy WiN w 1947

Franciszek Niepokólczycki, ps. Teodor, Szubert, Franek, Żejmian, Halny (ur. 14 października?/27 października 1900 w Żytomierzu, zm. 11 czerwca 1974 w Warszawie) – pułkownik saperów Wojska Polskiego.  W czasie II wojny światowej dowódca Związku Odwetu, oficer Związku Walki Zbrojnej i Kedywu Armii Krajowej. Uczestnik powojennego podziemia antykomunistycznego, prezes Zrzeszenia Wolność i Niezawisłość w latach 1945–1946, więzień polityczny okresu stalinowskiego. Kawaler Orderu Orła Białego.

## Życiorys
Syn Antoniego, z zawodu stolarza i Pauliny z domu Sielskiej. Od 1911 uczył się w progimnazjum rosyjskim w rodzinnym mieście, a od 1918 w Gimnazjum Polskiej Macierzy Szkolnej im. Tadeusza Czackiego. Egzamin dojrzałości otrzymał jako ekstern w 1919 III Gimnazjum w Żytomierzu.

### Lata dwudziestolecia międzywojennego
Od listopada 1918 był członkiem Polskiej Organizacji Wojskowej. Służył w Sekcji Technicznej Okręgu Żytomierz, po ukończeniu szkoły oficerskiej Komendy Naczelnej III POW (kwiecień – lipiec 1919) został komendantem Sekcji Technicznej. Od sierpnia 1919 komendant placówki wywiadowczej, a od listopada tego samego roku komendant Okręgu Żytomierz POW. Od stycznia 1920 referent wywiadu Okręgu „D” POW, a od maja oficer wywiadowczy POW w Sztabie Armii na Ukrainie, od czerwca zastępca dowódcy oddziału partyzanckiego przy Dowództwie Frontu Ukraińskiego.
Od lipca 1920 referent Wydziału Wojskowego KN III POW. Od listopada 1920 szef Komisji Likwidacyjnej KN III POW. Od lutego 1922 rozpoczął służbę w Wojsku Polskim, po ukończeniu kursu chorążych i podchorążych w Centralnej Szkole Podoficerów Piechoty Nr 2 w Grudziądzu (w lipcu 1922) został na miesiąc przydzielony do Oddziału II Sztabu Generalnego WP. Od sierpnia 1922 dowodził plutonem w Oddziale Sztabowym Ministerstwa Spraw Wojskowych. W lutym 1923 objął dowództwo nad plutonem 5 pułku piechoty Legionów. W marcu 1923 został przeniesiony z korpusu oficerów piechoty do korpusu oficerów inżynierii i saperów oraz przydzielony do 10 pułku saperów, gdzie był kolejno dowódcą plutonu, od stycznia 1926 referentem mobilizacyjnym pułku, a od grudnia 1927 ponownie dowódcą plutonu. W czasie służby w tej jednostce został przemianowany na oficera zawodowego (listopad 1923).
W styczniu 1929 przeniesiony został do 3 pułku saperów wileńskich, w którym został dowódcą plutonu w szkole podoficerskiej. W październiku 1929 został odkomenderowany do 3 batalionu saperów, od lipca 1930 dowodził tam kompanią szkolną, od października 1930 plutonem w kompanii szkolnej, od października 1931 ponownie kompanią szkolną, a od października 1932 kompanią liniową. Od listopada 1935 wykładowca, a od listopada 1936 referent wyszkoleniowy w Centrum Wyszkolenia Saperów w Modlinie.
W marcu 1939 przydzielony został do sztabu gen. Emila Przedrzymirskiego-Krukowicza, generała do pracy przy Generalnym Inspektoracie Sił Zbrojnych.

### II wojna światowa
W kampanii wrześniowej dowódca 60 batalionu saperów, w składzie Armii „Modlin”, od 4 września był szefem wydziału ogólnego dowództwa saperów tej armii. Od 15 września uczestniczył w obronie Warszawy. 
Po agresji III Rzeszy i ZSRR na Polskę i okupacji terytorium kraju przez agresorów działał w strukturach Polskiego Państwa Podziemnego. Jeszcze podczas obrony stolicy, 27 września 1939 zgłosił na ręce Dowódcy Głównego utworzonej w tym dniu Służby Zwycięstwu Polski, gen. Michała Karaszewicza-Tokarzewskiego, swój akces do organizacji oraz chęć odejścia do niewoli w celu wyciągnięcia stamtąd oficerów-saperów dla tworzącej się konspiracji.
5 października 1939 był organizatorem ostatecznie niezrealizowanego planu zamachu na Adolfa Hitlera podczas „defilady zwycięstwa” Wehrmachtu w Alejach Ujazdowskich. Po zaprzysiężeniu do SZP pełnił początkowo funkcję szefa tzw. Sztabu Dywersji (Referat III c) w Oddziale III Dowództwa Głównego SZP, a od początku 1940 - w Oddz. III K-dy Okupacji Niemieckiej Związku Walki Zbrojnej. Od kwietnia 1940 był kierownikiem nowo utworzonego Związku Odwetu na szczeblu K-dy Okupacji Niemieckiej, a od czerwca 1940 - na szczeblu Komendy Głównej ZWZ. Jednocześnie do 1942 szef Wydziału Saperów w Oddz. III KG ZWZ-AK. W tym okresie podlegało mu zarówno wytwarzanie środków walki, jak i kierowanie walką bieżącą ZWZ (sabotażem przemysłowym i komunikacyjnym czyli tzw. dywersją techniczną oraz akcjami bojowymi, m.in. akcją „Wieniec”). Od jesieni 1942 współorganizator nowego pionu walki bieżącej AK - Kedywu i od stycznia 1943 pod pseudonimem „Teodor”, zastępca Komendanta Kedywu KG AK, płk. Augusta Emila Fieldorfa. 4 września 1943 odszedł z Kedywu obejmując ponownie funkcję szefa Wydziału Saperów Oddziału III (Operacyjno-Wyszkoleniowego) KG AK.
Podczas powstania warszawskiego kierował całością produkcji materiałów wybuchowych, granatów i butelek zapalających. Po upadku powstania był więźniem Oflagu II C Woldenberg, gdzie przebywał do momentu uwolnienia przez oddziały Armii Czerwonej w styczniu 1945.

### Okres powojenny
W lutym 1945 powrócił do kraju. Przebywał w Częstochowie, potem w Warszawie. Kontynuował działalność konspiracyjną. Został mianowany zastępcą płk. Antoniego Sanojcy, komendanta Obszaru Południe (z siedzibą w Krakowie) nowo utworzonej Delegatury Sił Zbrojnych na Kraj. Analogiczną funkcję pełnił również w utworzonym we wrześniu 1945 Zrzeszeniu „WiN”. Po aresztowaniu Antoniego Sanojcy (5 listopada 1945) został prezesem Zarządu Obszaru Południe, a po aresztowaniu płk. Jana Szczurka-Cergowskiego (23 listopada 1945) prezesem Zarządu Głównego Zrzeszenia „WiN”. Sam Franciszek Niepokólczycki został aresztowany 22 października 1946. W procesie toczącym się od 11 sierpnia do 10 września 1947 przed Wojskowym Sądem Rejonowym w Krakowie został skazany na karę śmierci, zamienioną następnie na karę dożywotniego więzienia. Na fali zmian politycznych polskiego października, 22 grudnia 1956 zwolniony z więzienia.
Po wyjściu na wolność nie miał problemów ze znalezieniem pracy, otrzymał ponadto odszkodowanie. Był jednak obiektem obserwacji funkcjonariuszy Służby Bezpieczeństwa. Nie wstąpił do Związku Bojowników o Wolność i Demokrację, uważając go za rodzaj komunistycznej ekspozytury.
Od 1958 był zastępcą dyrektora zakładu w Stowarzyszeniu Wynalazców Polskich. Od 1961 pracował jako referent w Spółdzielni Pracy „Technomontaż”, a od 1962 był kierownikiem produkcji eksportowej w Spółdzielni Inwalidów i Emerytów Kolejowych.
Pochowany został na cmentarzu rzymskokatolickim w Brwinowie.

## Awanse[5]
- porucznik – ze starszeństwem z dniem 1 sierpnia 1924 w korpusie oficerów inżynierii i saperów
- major – 1939
- podpułkownik – 11 listopada 1941
- pułkownik – 28 września 1944

## Ordery i odznaczenia
- Order Orła Białego (pośmiertnie, 5 sierpnia 2008)[13]
- Krzyż Złoty Orderu Virtuti Militari nr 158 (za działalność konspiracyjną)
- Krzyż Srebrny Orderu Wojennego Virtuti Militari nr 12326 (wrzesień 1944)
- Krzyż Niepodległości (12 maja 1931)[14]
- Krzyż Walecznych (czterokrotnie, po raz trzeci w 1921)[15]
- Srebrny Krzyż Zasługi (10 listopada 1928)[16]

## Upamiętnienie
Na podstawie decyzji Ministra Obrony Narodowej Nr 93/MON z dnia 1 lipca 2020 roku, został patronem 16 Tczewskiego Batalionu Saperów w Nisku.